# Richard III (película)
Richard III (Ricardo III) es una adaptación cinematográfica de la obra de William Shakespeare, sobre la vida de Ricardo III, protagonizada por Sir Ian McKellen, Annette Bening, Jim Broadbent, Robert Downey Jr., Nigel Hawthorne, Dame Kristin Scott Thomas, Dame Maggie Smith.

## Sinopsis
Transposición histórica de la obra de William Shakespeare. Ambientada en la Inglaterra de 1930, Ricardo III es la historia de un hombre obsesionado con el poder, un hombre al que la naturaleza le ha negado los encantos físicos. La conspiración, el crimen y el engaño son sus armas naturales; y la piedad, la compasión y la amistad sólo son artimañas para someter a quienes le rodean. Todo un espectáculo visual, cargado de pasión. Premiada con el Oso de Plata al Mejor Director, en 1996.

## Reparto
- Sir Ian McKellen - Ricardo III
- Annette Bening - Elizabeth Woodville
- Jim Broadbent - Henry Stafford
- Robert Downey Jr. - Anthony Woodville
- Nigel Hawthorne - George Plantagenet
- Dame Kristin Scott Thomas - Anne Neville
- John Wood - Edward IV
- Dame Maggie Smith - Cecilia Neville
- Jim Carter - William Hastings
- Edward Hardwicke - Thomas Stanley
- Adrian Dunbar - James Tyrrell
- Dominic West - Henry VII
- Tim McInnerny - William Catesby